# Balenídeos
Balenídeos (Balaenidae) é uma família de cetáceos que contem dois gêneros, Balaena e Eubalaena. Distinguem-se dos outros grupos de baleias por suas cabeças grandes com a boca em forma de arco e o corpo predominantemente negro e sem sulcos ventrais.

## Classificação
- Género Eubalaena
  - Baleia-franca-austral (E. australis)
  - Baleia-franca-do-atlântico-norte (E. glacialis)
  - Baleia-franca-do-pacífico (E. japonica)
- Género Balaena
  - Baleia-da-Groenlândia (B. mysticetus)

## Conservação
As espécies E. glacialis e E. japonica estão na Lista Vermelha da UICN, na categoria Em perigo EN. A baleia-franca-austral (Eubalena australis) é considerada pela IUCN como "dependente de conservação", mas os pesquisadores que trabalham com a espécie consideram absurdo não incluí-la entre as mais ameaçadas, já que em todo o planeta restam menos de 8.000 indivíduos. No Brasil, a E. australis consta da Lista Oficial Brasileira de Espécies Ameaçadas de Extinção.
Em Santa Catarina, Brasil, o Projeto Baleia Franca logrou em 1995 que o Governo do Estado declarasse a espécie como Monumento Natural Estadual. O Projeto também propôs e lutou para ver aprovada a Área de Proteção Ambiental da Baleia Franca, criada pelo governo federal em setembro de 2000 e que protege a mais importante área de concentração reprodutiva da espécie no Brasil, cerca de 130 km ao longo da costa entre Florianópolis e o Cabo de Santa Marta, no município de Laguna.
A baleia-franca-austral é extremamente importante para o turismo de observação de baleias, que aporta recursos econômicos relevantes para comunidades como Puerto Pirámides (Argentina) e Imbituba (SC, Brasil).